# Bilderbogen

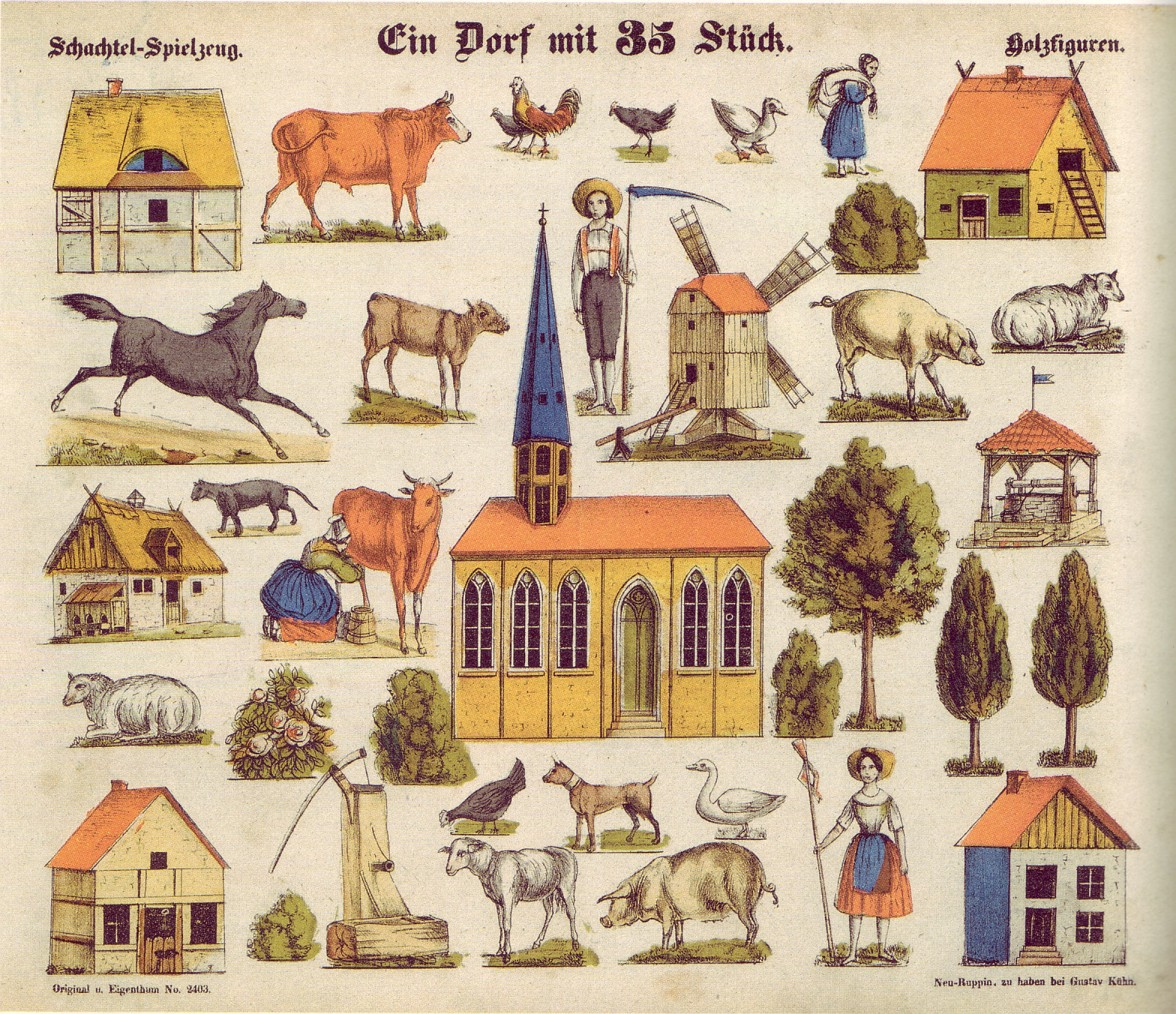
Neuruppiner Bilderbogen von 1850

Bilderbogen werden die Einblattdrucke (Flachdruck) des 18./19. Jahrhunderts genannt, die bis zum Einsatz von entsprechender Technik (2. Hälfte des 19. Jahrhunderts) handkoloriert waren. Als populärer Bild- und später Lesestoff waren sie in den ersten Jahrzehnten ihrer Produktion in einer Welt, die noch weitgehend leseunkundig war, weit verbreitet. Die Blätter, auf billigem Papier gedruckt, sollten ebenso belehren wie beschäftigen und unterhalten. Vorgänger waren die Einblattholzschnitte des 15. und 16. Jahrhunderts und illustrierte Flugblätter.
In ganz Europa produzierten ca. 300 Druckereien Bilderbogen; herausragend dabei waren die Unternehmen in Épinal (Frankreich) und Deutschland (Neuruppin, Augsburg, Nürnberg, München u. a.), aber auch in Moskau.
Heute sind viele dieser Bilderbogen als begehrte Sammelobjekte selbst auf Auktionen nur noch selten zu finden, jedoch auf Flohmärkten erfreuen sie sich großer Beliebtheit bei den Käufern. In ihrer Blütezeit warf man sie nach dem Betrachten und Lesen meist weg, andere wurden zerschnitten, um einzelne darauf dargestellte Motive zu verwerten. Wieder andere zierten in Ermangelung der Möglichkeiten des Erwerbs von Kunst die gute Stube oder sie wurden auch für den Unterricht benutzt (Bilder-ABC, Tuschbogen, Märchenbogen, Moralitäten). Obwohl die Blätter oft hohe Druckauflagen erreichten, sind heute von den Einzelauflagen relativ wenige von ihnen erhalten. Man kann sie aber in Museen wiederfinden.

## Schema der Bilder
Ein Versuch, den Aufbau von Bilderbogen schematisch zu erfassen, kommt zu folgendem Ergebnis: Bilderbogen enthalten eine einzelne Abbildung oder eine Folge von zwei oder mehr Bildern. Die Bilder können entweder als Kontrast kombiniert sein (gut/böse, vorher/nachher) oder als Ableitung (in Reihen angeordnet). Die meisten Bogen kann man unterscheiden nach geschlossenen Reihen (die Anzahl der Bilder ist festgelegt, z. B. durch die Buchstaben des Alphabets) oder offenen Reihen (die Themen sind besonders umfangreich und auf dem begrenzten Raum nur in Teilen darstellbar).

## Verschiedene Standorte
Bilderbogen konnten erfolgreich produziert werden, wo bestimmte Voraussetzungen erfüllt waren. Das Druckereiwesen vor Ort sollte gut entwickelt sein. Man brauchte möglichst kurze Transportwege zu leistungsfähigen Papierherstellern. Nützlich war es, an einem etablierten Handelsplatz zu arbeiten. Schließlich war die Person des Unternehmers von großer Bedeutung. Nach diesen Kriterien entwickelten sich in Mitteleuropa zwei Schwerpunktgebiete für die Produktion von Bilderbogen.
Bedeutende Verlagsorte waren Épinal in den französischen Vogesen (die Imagerie d’Épinal, 1796 gegründet, stellt noch heute – 2015 – aktuelle Bogen her) sowie Weißenburg im Elsass und mehrere Städte im angrenzenden süddeutschen Raum: zunächst Nürnberg (dort wurde 1805 der Friedrich-Campe-Verlag gegründet), später auch München, Augsburg und Stuttgart. Als Hauptstadt des europäischen Bilderbogens gilt aber die brandenburgische Kleinstadt Neuruppin, etwa 70 km nordwestlich von Berlin. Sie wird hier beispielhaft auch für andere Standorte behandelt.

## Neuruppiner Bilderbogen

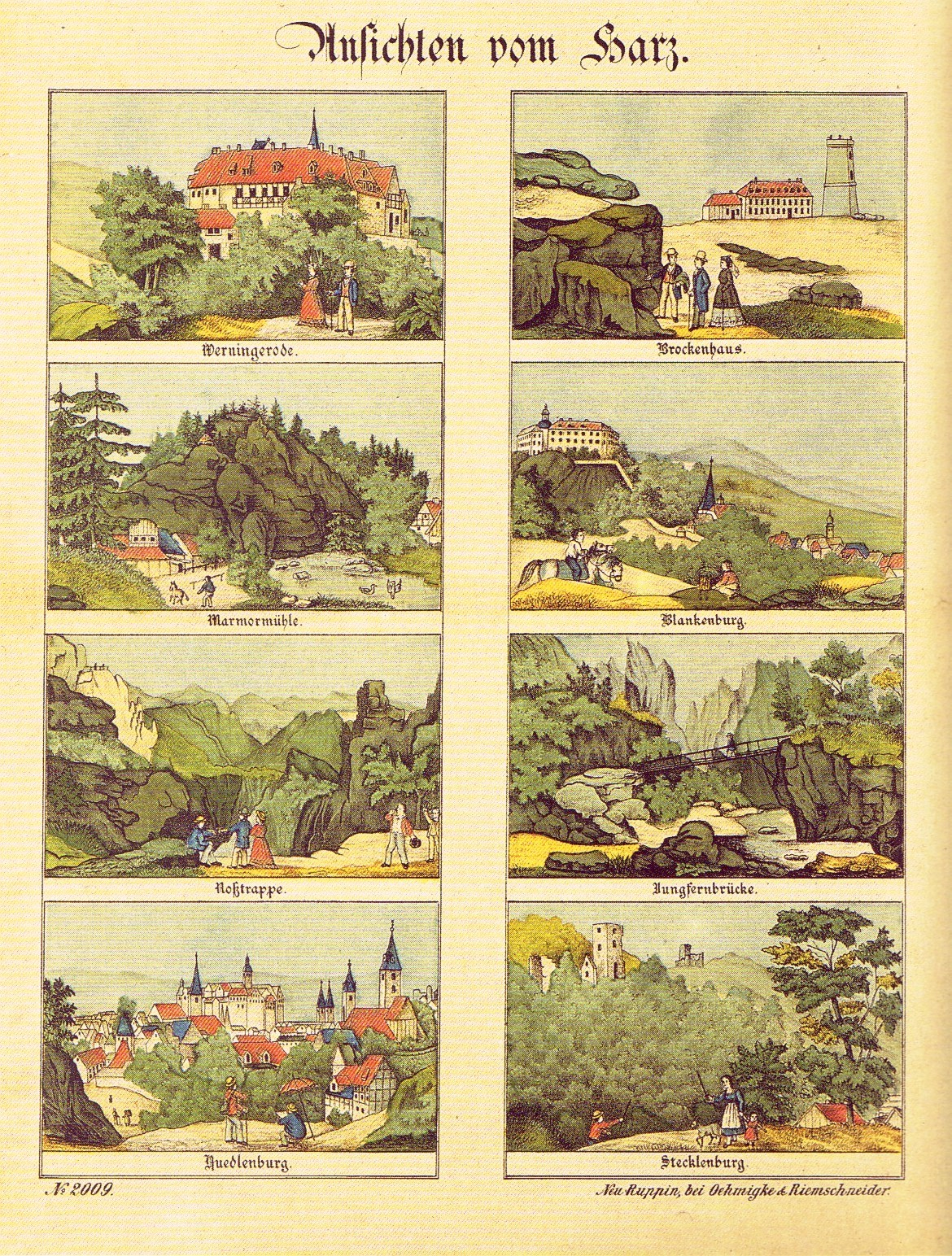
Neuruppiner Bilderbogen von 1852

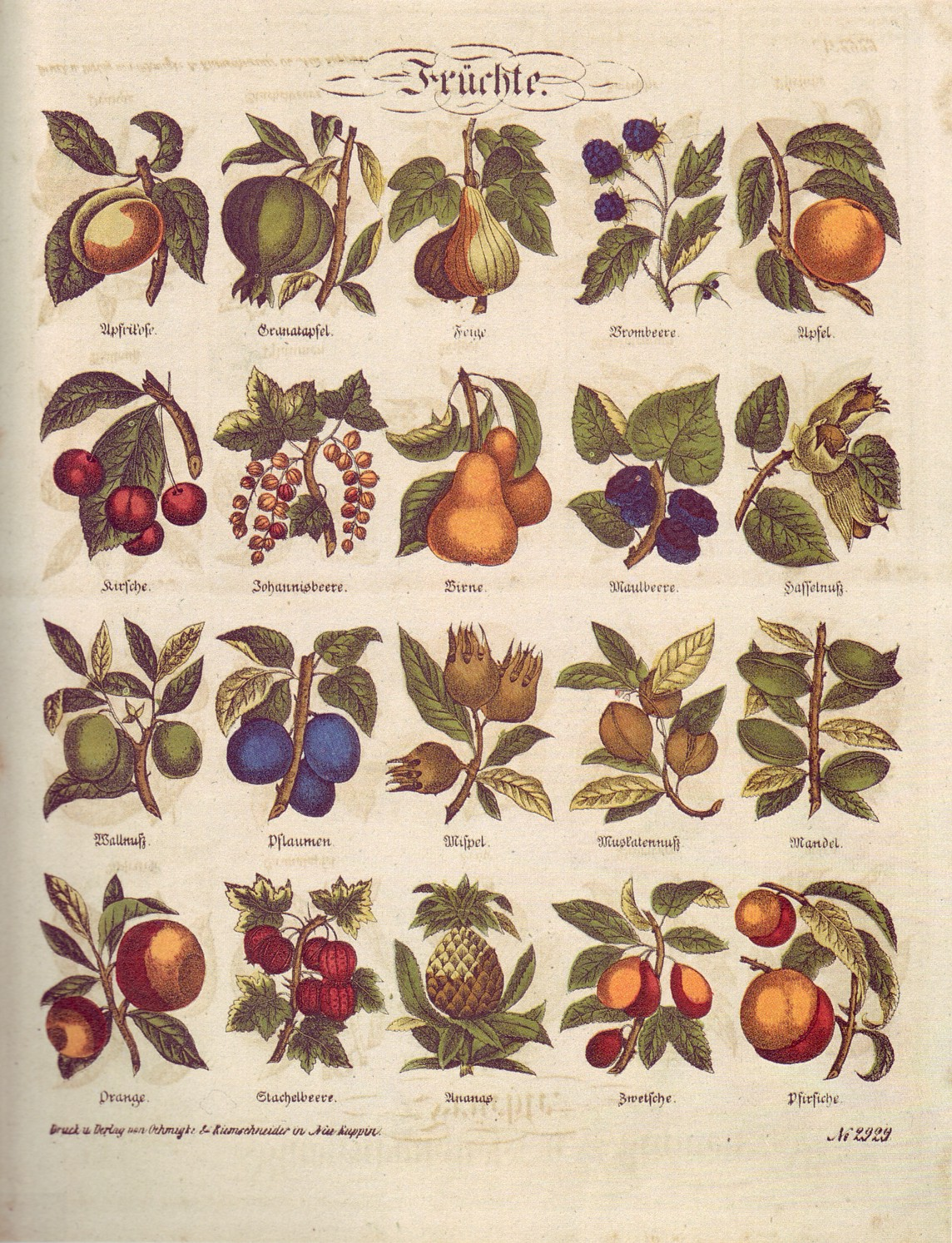
Neuruppiner Bilderbogen von 1856

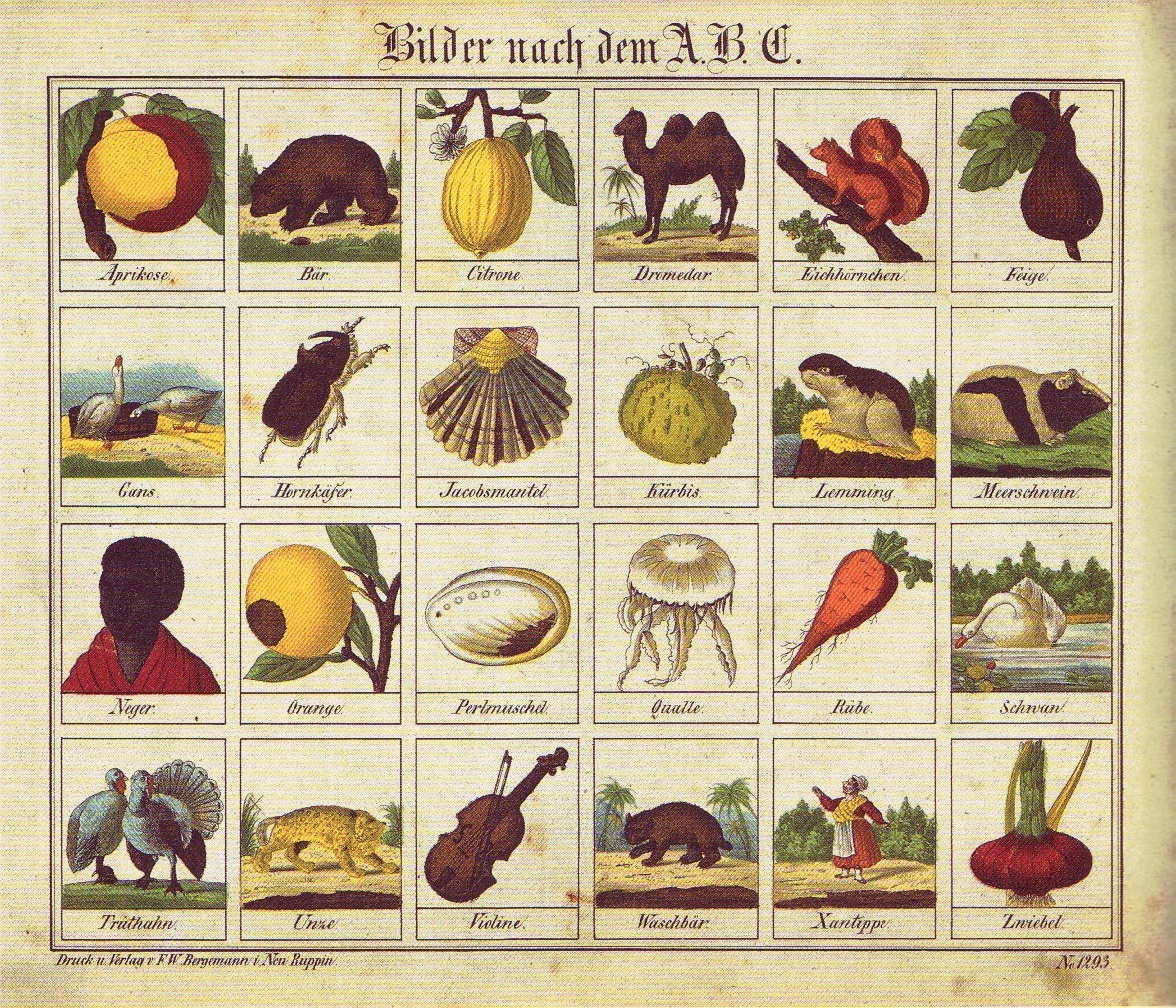
Neuruppiner Bilderbogen von 1860

Begründer der lokalen Tradition ist der Buchdrucker Johann Bernhard Kühn, der von 1750 bis 1826 in Neuruppin lebte. Seine ersten Bilderbogen, von Holzschnitten gedruckt, entstanden noch vor dem großen Stadtbrand von 1787. Sein Sohn Gustav Kühn (1794–1868), ein intelligenter und zeichnerisch begabter junger Mann, absolvierte 1812/1813 an der Königlichen Akademie der Künste in Berlin eine Fachausbildung für Holzschnitt, Stahl- und Kupferstich. Er beendete diese Ausbildung allerdings infolge der ausgebrochenen Anti-Napoleonischen Kriege. 1819 trat er als Teilhaber in das Unternehmen des Vaters ein und leitete es von 1822 an beinahe 40 Jahre lang. Kühn handelte kaufmännisch geschickt und hatte ein verlässliches Gespür für aktuell gefragte Motive. Er zeichnete viele seiner Bilder selbst und versah sie mit eigenen Texten und Gedichten – immer königstreu und als Verfechter von Ordnung und Moral. Schon 1825 schaffte er eine Lithografiepresse an und konnte dadurch seine Produktion deutlich steigern – die neue Technik war damals noch kaum verbreitet. Der Verlag bestand rund 120 Jahre lang. 1939, zur 700-Jahr-Feier der Stadt Neuruppin, erschien mit der Motiv-Nummer 10.337 der letzte Kühn’sche Bilderbogen. Die Auflagen waren unterschiedlich hoch. 40.000 Drucke waren nicht selten, einzelne Bogen aus der Zeit des Deutsch-Französischen Krieges 1870/71 sollen sogar in zwei Millionen Exemplaren gedruckt worden sein.
Am Rand der Blätter stand zu lesen: Neu-Ruppin, zu haben bei Gustav Kühn. Mit diesem eingängigen Slogan wurde das Unternehmen in weiten Teilen Deutschlands und Nordeuropas zum Synonym für Bilderbogen schlechthin. Dabei siedelten sich bald weitere Hersteller in Neuruppin an. 1835 begann die Lithografie-Anstalt Oehmigke & Riemschneider mit der Herstellung von Bilderbogen, ein Unternehmen, das durchaus erfolgreich arbeitete und ähnlich lange existierte – erst in den 1930er Jahren erschien hier mit der Nummer 10.545 der letzte Bilderbogen. Herausragend sind die Bilderbogen dieser Firma zu den Ereignissen der demokratischen Revolution 1848/1849 und zu den Befreiungsbestrebungen z. B. in Polen; beide Unternehmer standen dem Gedanken an Demokratie und Freiheit sehr nahe. Zwischen 1855 und 1863 produzierte auch das Unternehmen F. W. Bergemann in Neuruppin etwa 1250 Bilderbogenmotive vorwiegend christlich-religiöser Art.
Theodor Fontane schreibt dazu:

„Was iſt der Ruhm der Times gegen die civiliſatoriſche Aufgabe des „Ruppiner Bilderbogens“? (…) Sie ſind der dünne Faden, durch den weite Strecken unſrer eignen Heimath, lithauiſche Dörfer und maſuriſche Hütten und Weiler mit der Welt da draußen zuſammenhängen.“

Im ehemaligen Druckereihaus befindet sich heute die Bilderbogenpassage in Neuruppin mit der Ausstellung von mehreren Motiven.

## Gemeinsame Merkmale
Die Produkte aller Hersteller von Bilderbogen, nicht nur in Neuruppin, wiesen eine Reihe von Gemeinsamkeiten auf. Ihre Bildmotive unterschieden sich nicht grundsätzlich, abgesehen von einigen regionalen Besonderheiten. Sie wendeten sich auch an die gleichen Abnehmer. Bilderbogen waren hauptsächlich bei der Landbevölkerung und bei wenig gebildeten Stadtbewohnern beliebt und weit verbreitet. Die Bilder waren groß und deutlich, anfänglich ohne Text versehen, später die Texte kurz und einfach, so machte es keine Mühe, zu verstehen, worum es ging. Die Herstellung war billig: einfarbige Lithografien wurden in hoher Auflage auf einfachem Papier gedruckt und von schlecht bezahlten Frauen und Kindern in den Mal-Sälen der Verlage mit Hilfe von Schablonen koloriert. Auch der Vertrieb der Blätter war nicht kostspielig. Meist wurden sie von fahrendem Volk – fliegenden Händlern oder Lumpensammlern – für wenige Pfennige verkauft oder auf Jahrmärkten gezeigt.
Bilderbogen bedienten jedes vorstellbare Interesse der breiten Masse – soweit es nicht gegen die Staatsräson oder geltende Moralvorstellungen verstieß. Man kaufte Heiligenbilder, Haussegen und Sinnsprüche, Porträts von Herrschern und ihren Familien, die Abbilder unerreichbar ferner Landschaften, Spiel- und Ausschneidebögen für Kinder, vor allem auch Bildberichte von Aktualitäten: Kriege, Hochzeiten und Beerdigungen von Prominenten, Naturkatastrophen … In diesem Sinne kann man Bilderbogen auch als Vorläufer heutiger illustrierter Zeitungen betrachten.

## Spezielle Bildmotive
Sprache der Blumen. Blumendarstellungen kamen besonders zahlreich vor. Dabei ging es nicht um künstlerischen Ausdruck oder um botanische Genauigkeit, sondern um weit verbreitete Assoziationen – die Rose duftet verführerisch, ein Vergissmeinnicht soll die Erinnerung wachhalten, Kakteen oder Disteln drücken Enttäuschung aus. In anderen Fällen illustrieren die Blumen moralische, erbauliche oder romantische Sprüche auch ohne erkennbare Verbindung zwischen Text und Bild. Die Texte sind von schlichter Sentimentalität und sprachlicher Einfachheit, wie sie in Poesiealben noch heute auftreten. Hier einige Beispiele: „Wie der Himmel klar und rein / soll auch unsre Liebe sein“. „Ein schönes Futter ist der Klee / für Pferd und Kuh, für Schaf und Reh“. „Die Feuerlilie flecket Dir / die Nase, hältst Du sie an ihr“. „Hier ist mein Herz / es ist kein Scherz“.
Stadt- und Landschaftsansichten, die sogenannten Veduten. Die Blütezeit dieser Bilder begann um die Mitte des 19. Jahrhunderts. Die Reiselust der Bürger wuchs, gefördert durch den Ausbau des Eisenbahnnetzes. Zunehmend wurden deutsche Landschaften – Harz, Thüringen, Rheinland – mit ihren Burgen und Naturdenkmälern als Reiseziele entdeckt. Zwar hatten die allermeisten Käufer von Bilderbogen weder Zeit noch Geld für längere Reisen, durch die bunten Bögen konnten sie aber ein wenig teilhaben an dem allgemeinen Interesse. Als Vorlagen dienten oft Abbildungen in Reisehandbüchern und illustrierten Zeitungen. In steter Wiederholung wurden sie so weit abgewandelt, dass die Wirklichkeitstreue häufig Schaden nahm – kein ernsthafter Nachteil, weil das Dargestellte dem Käufer ebenso fremd war wie dem Zeichner. Manchmal lieferten aktuelle Ereignisse den Anlass für neue Motive. Die Nachfrage nach Ansichten aus Großbritannien zum Beispiel nahm sprunghaft zu, als der preußische Prinz Friedrich Wilhelm 1858 die britische Prinzessin Victoria heiratete.
Pädagogische Bilderbogen. In Preußen bestand auf dem Papier schon seit 1736 Schulpflicht, allgemein durchgesetzt wurde sie erst in den 1880er Jahren. Bis dahin war der Unterricht besonders in ländlichen Regionen lückenhaft und unzureichend, oft wurde er behelfsweise von Handwerkern oder entlassenen Soldaten erteilt. So hatten die leicht verständlichen Bilderbogen die Aufgabe, neben Unterhaltung und Erbauung auch ein Mindestmaß an geistiger Fortbildung zu liefern, eine billige Enzyklopädie für jedermann aus einzelnen Blättern. Das „Handwörterbuch für den Deutschen Volksschullehrer“ schreibt 1874 über die Bilderbogen: „Viele von ihnen können als vorzügliche und billige Veranschauungsmittel auch in der Schule (…) benutzt werden“. Recht beliebte pädagogische Motive waren, vielfach variiert, die „Bildliche Darstellung verschiedener Zeitwörter“ und „Bilder nach dem ABC“.
Guckkastenbilder. Ein nicht geringer Teil der Bilderbogen war dafür bestimmt, vom Guckkastenmann gegen geringes Entgelt auf Jahrmärkten und ähnlichen Veranstaltungen gezeigt zu werden (konnte aber auch auf die sonst übliche Weise genutzt werden). Kennzeichen dieser Blätter waren die Bildunterschriften in Spiegelschrift. Der Vorführer war durchaus nicht frei in der Wahl seines Materials. Zensurauflagen von 1818 für einen Guckkastenmann bestimmten etwa, er dürfe „keine anstößigen, unsittlichen, abergläubischen Vorstellungen führen, sondern nur Landschaften, vorzügliche Gebäude, Palläste, Promenaden, nach der Natur gezeichnete Thiere“.
Eine Weiterentwicklung sind die Papiertheater, die zunächst einfarbig gedruckt wurden und von Hand koloriert werden mussten.